# Karaman (provins)

Lägeskarta

Karaman är en provins i sydcentrala Turkiet. Provinsen har en yta på cirka 8 816 km². Karaman hade år 2000 en befolkning på 243 210 invånare. Antalet invånare per km² är 27,59. Provishuvudstad är Karaman, som har ungefär 105 300 invånare (2000). 
Karaman tillhörde från 1256 karamaniderna (emiratet Karaman). Deras emirat upphörde 1468 då området blev en del av Osmanska riket.